# Костенко, Елена Михайловна
Елена Михайловна Костенко (9 августа 1926, Ленинград - 26 сентября 2019, Санкт-Петербург) — советская художница, живописец, член Санкт-Петербургского Союза художников (до 1992 года — Ленинградской организации Союза художников РСФСР).

## Биография
Елена Костенко родилась в Ленинграде 9 августа 1926 года в семье известного учёного, М. П. Костенко, академика АН СССР, одного из крупных организаторов советской науки.
В 1938 году Елена Костенко поступает в Ленинградскую Среднюю художественную школу при Всероссийской Академии художеств, в которой обучается с перерывом до 1946 года. Её педагогами были К. М. Лепилов, М. Д. Бернштейн, В. А. Горб. Вместе с ней в СХШ в эти годы обучались многие известные в будущем ленинградские художники и скульпторы: Алексей Ерёмин, Вячеслав Загонек, Анатолий Левитин, Нина Веселова, Николай Кочуков, Михаил Аникушин, Евгения Антипова, Дмитрий Бучкин, Юрий Тулин, Виктор Тетерин, Владимир Чекалов, Майя Копытцева, Ия Венкова, Абрам Грушко, Олег Ломакин и другие.
Творческая атмосфера, царившая в эти годы в СХШ, отвечала устремлениям её питомцев. Прививая вкус и любовь к подлинному искусству, педагоги нацеливали учащихся на получение творческих импульсов от самой жизни. В этом проявлялась реалистическая направленность молодой ленинградской школы.
Осенью 1941 года Елена с родителями эвакуируется из блокадного Ленинграда в Ташкент. В 1944 году возвращается в Ленинград и возобновляет занятия в СХШ. В 1946 году после окончания Средней художественной школы Елена Костенко поступает на первый курс живописного факультета Ленинградского института живописи, скульптуры и архитектуры имени И. Е. Репина. Занимается у известных художников и педагогов Семёна Абугова, Юрия Непринцева, Михаила Платунова, Андрея Мыльникова.
В 1952 году Елена Костенко окончила Ленинградской институт живописи, скульптуры и архитектуры имени И. Е. Репина по мастерской Виктора Орешникова. Её дипломной работой стала картина «Будущие строители. Детсад». В этом же выпуске институт окончили её соученики: Сергей Бабков, Леонид Байков, Ирина Балдина, Дмитрий Беляев, Абрам Грушко, Марина Козловская, Борис Корнеев, Анна Костина, Борис Лавренко, Олег Ломакин, Иван Пентешин, Игорь Раздрогин, Юрий Скориков, Пётр Фомин, Владимир Чекалов и другие известные в будущем художники. Тесное творческое общение и дружба с ними сохранится у Елены Костенко на многие годы.
С 1952 года Елена Костенко начинает участвовать в выставках, экспонируя свои работы вместе с произведениями ведущих мастеров изобразительного искусства Ленинграда. Первой её выставкой стал показ дипломных картин выпускников Ленинградского института живописи, скульптуры и архитектуры имени И. Е. Репина 1952 года. Весной следующего года она участвует в городской «Весенней выставке произведений ленинградских художников 1953 года» с первой самостоятельной творческой работой — «Портретом скульптора А. В. Крыжановской». Работа была отмечена, её репродукцию поместили в каталоге выставки.
С этого времени портрет становится ведущим жанром для Елены Костенко. В разные годы её будут увлекать натюрморт, пейзаж, работа над жанровой композицией. И всё же наибольшую известность и признание получат её портреты современников — деятелей науки и искусства, а также детские образы. Среди многочисленных работ, созданных художницей в жанре портрета в 1950—1970-е годы, можно назвать «Портрет артистки ленинградского театра имени Ленсовета Г. Короткевич» (1956), «Портрет А. Шенникова, члена-корреспондента Академии наук СССР» (1960), «Портрет члена-корреспондента Академии наук СССР П. Баранова» (1961), «Портрет академика М. П. Костенко» (1963), «Портрет отца» (1972), «Портрет художника М. Платунова» (1972), «Портрет академика В. Сочавы» (1976).
В эти же годы Елена Костенко много работает над детскими и юношескими образами, с интересом продолжая тему, начатую в дипломной картине. Среди созданных ею произведений «Портрет ученицы 9-го класса Иры Зыковой» (1953), «После ванны» (1964), «Портрет Лены Молтениновой» (1975), «Катенька» и «Миша» (обе 1960), «Друзья» (1974), «Утро» (1967) и многие другие работы.
В качестве моделей для композиций и натурных этюдов Елена Костенко часто избирала своих близких, особенно сыновей Владимира и Михаила. Это позволяло автору передать в работах особый «трепет жизни», добиться полного контакта портретиста с моделью и той определённости представления о человеке, которая по мнению художницы является самым важным в искусстве портрета. Среди них работы «Обиделся» (1963), «Зимнее утро» (1964), «Портрет сына» (1979), «Студенты» (1977), справедливо относимые к несомненным удачам автора.
Елена Михайловна Костенко является членом Санкт-Петербургского Союза художников (до 1992 года — Ленинградской организации Союза художников РСФСР) с 1953 года.
Персональные выставки произведений Елены Михайловны Костенко состоялись в Белгороде (1981 год, совместно с М. Козловской) и Ленинграде (1986). В 1989—1992 годах работы Е. М. Костенко с успехом были представлены на выставках и аукционах русской живописи L' Ecole de Leningrad во Франции, а также в Бельгии, Италии, Англии, США, где её творчество получило известность и приобрело своих ценителей.
Произведения Елены Михайловны Костенко находятся в музеях и частных собраниях в России, Франции, Японии, США, Италии, Великобритании и других странах.

## Выставки
- 1952 год (Ленинград): Выставка дипломных работ выпускников института имени И. Е. Репина 1952 года.
- 1953 год (Ленинград): Весенняя выставка произведений ленинградских художников 1953 года.
- 1954 год (Ленинград): Весенняя выставка произведений ленинградских художников 1954 года.
- 1954 год (Ленинград): Выставка произведений ленинградских художников 1954 года в Государственном Русском музее.
- 1956 год (Ленинград): Осенняя выставка произведений ленинградских художников 1956 года.
- 1957 год (Мурманск): Передвижная выставка произведений ленинградских художников 1957 года.
- 1958 год (Ленинград): Осенняя выставка произведений ленинградских художников 1958 года.
- 1960 год (Ленинград): Выставка произведений художников – женщин Ленинграда в ознаменование 50-летия Международного женского дня 8 Марта.
- 1960 год (Ленинград): Выставка произведений ленинградских художников 1960 года в залах ЛОСХ.
- 1960 год (Ленинград): Выставка произведений ленинградских художников 1960 года в Государственном Русском музее.
- 1961 год (Ленинград): Выставка произведений ленинградских художников 1961 года в Государственном Русском музее.
- 1962 год (Ленинград): Осенняя выставка произведений ленинградских художников 1962 года.
- 1964 год (Ленинград): Ленинград. Зональная выставка произведений ленинградских художников 1964 года.
- 1965 год (Ленинград): Весенняя выставка произведений ленинградских художников 1965 года.
- 1968 год (Ленинград): Осенняя выставка произведений ленинградских художников 1968 года.
- 1971 год (Ленинград): Наш современник. Выставка произведений ленинградских художников 1971 года.
- 1972 год (Ленинград): Наш современник. Вторая выставка произведений ленинградских художников 1972 года.
- 1972 год (Ленинград): По Родной стране. Выставка произведений ленинградских художников 1972 года, посвящённая 50-летию образования СССР.
- 1974 год (Ленинград): Весенняя выставка произведений ленинградских художников 1974 года.
- 1975 год (Ленинград): Наш современник. Зональная выставка произведений ленинградских художников 1975 года.
- 1976 год (Ленинград): Портрет современника. Пятая выставка произведений ленинградских художников 1976 года.
- 1976 год (Москва): Изобразительное искусство Ленинграда. Ретроспективная выставка произведений ленинградских художников.
- 1977 год (Ленинград): Выставка произведений ленинградских художников 1977 года, посвящённая 60-летию Великого Октября.
- 1978 год (Ленинград): Осенняя выставка произведений ленинградских художников 1978 года.
- 1980 год (Ленинград): Зональная выставка произведений ленинградских художников 1980 года.
- 1984 год (Ленинград): Подвигу Ленинграда посвящается. Выставка произведений ленинградских художников, посвящённая 40-летию полного освобождения Ленинграда от вражеской блокады.
- 1986 год (Ленинград): Выставка произведений Елены Михайловны Костенко в залах Ленинградской организации Союза художников РСФСР.
- Февраль 1991 года (Париж): Выставка «Русские художники».
- Апрель 1991 года (Париж): Выставка «Русские художники».
- 1994 год (Санкт-Петербург): Выставка «Этюд в творчестве ленинградских художников 1940—1980-х годов» в Мемориальном музее Н. А. Некрасова.
- 1995 год (Санкт-Петербург): Выставка «Лирика в произведениях художников военного поколения. Живопись. Графика» в Мемориальном музее Н. А. Некрасова.
- 1997 год (Санкт-Петербург): Выставка «Связь времён. 1932—1997. Художники — члены Санкт-Петербургского Союза художников России. К 65-летию Санкт-Петербургского Союза художников» в ЦВЗ «Манеж».